# Запис храст код школе (Трнава)
Запис храст код школе (Трнава) се налази на парцели чији је власник Земљорадничка задруга "Горња Трнава".

## Локација
| Општина             | Топола                                                                      |
| Катастарска општина | Трнава                                                                      |
| Потес               | Прокићи                                                                     |
| Координате          | 44° 11′ 48″ С; 20° 44′ 55″ И / 44.196599999999997° С; 20.748699999999999° И |
| Надморска висина    | m                                                                           |

## Карактеристике
Дендрометријске вредности утврђене на терену и сателитским снимцима:
| Стабло                     | Храст |
| Висина стабла              | m     |
| Обим дебла                 | m     |
| Пречник крошње             | 4m    |
| Пречник дебла              | m     |
| Висина дебла до прве гране | m     |

## База записа
Запис је у оквиру Викимедија пројекта "Запис - Свето дрво" заведен под редним бројем 0546.